# Maria Tănase

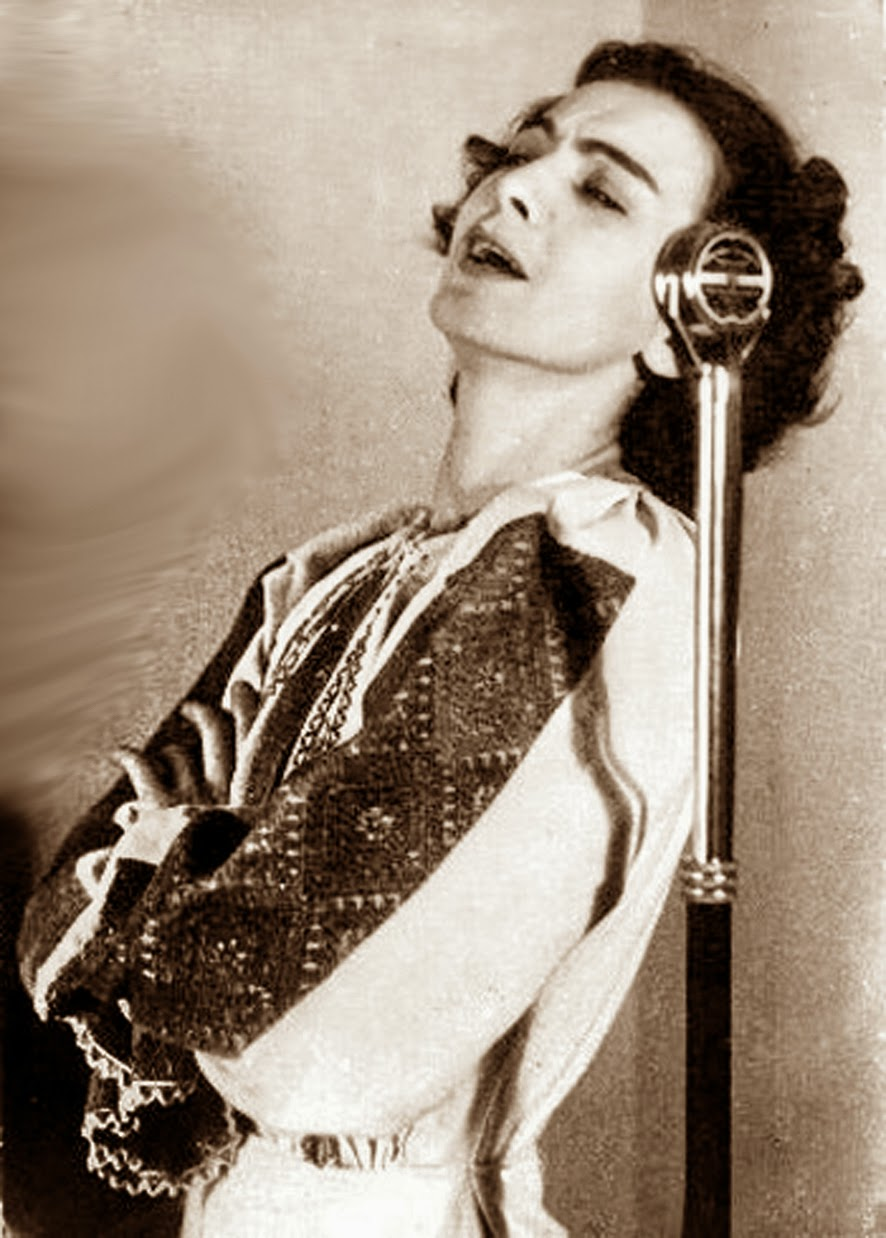
Maria Tănase

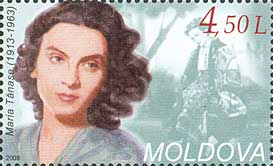
Maria Tănase (moldauische Briefmarke 2008)

Maria Tănase (* 25. September 1913 in Bukarest; † 22. Juni 1963 ebenda) war eine rumänische Sängerin. Sie wurde bekannt durch ihre Interpretationen rumänischer Volkslieder und Chansons. In ihrer fast drei Jahrzehnte währenden Karriere wurde sie weithin als Rumäniens Nationaldiva angesehen und von vielen Rumänen liebevoll als die „Édith Piaf Rumäniens“ bezeichnet. In Rumänien gilt sie noch immer als eine der großen kulturellen Ikonen des 20. Jahrhunderts. 2006 wurde sie in einer landesweiten Umfrage in die Liste der 100 größten Rumänen aller Zeiten aufgenommen.  

## Leben
Maria Tănase wurde im Bukarester Vorstadtsiedlung Cărămidarii de Jos geboren und besuchte die Grundschule Nr. 11 in Tăbăcari. Ihr Vater, Ion Coanda Tănase, war Gärtner und Florist. Er besaß eine große Gärtnerei am Stadtrand von Bukarest. Dort beschäftigte er Arbeiterinnen aus verschiedenen Regionen Rumäniens. Diese Frauen sangen traditionelle Volkslieder und erzählten Geschichten, die die kleine Maria tief beeindruckten und einen bleibenden Eindruck bei ihr hinterließen.
Ihr Bühnendebüt gab sie in Cărămidarii de Jos an der Ion-Heliade-Rădulescu-Schule. 1934 trat sie mit Hilfe und auf Anraten des Journalisten Sandu Eliad, der damals ihr Partner war, dem „Cărăbuș“-Theater von Constantin Tănase bei. Ihr offizielles Debüt feierte sie am 2. Juni 1934 unter dem Künstlernamen Mary Atanasiu. Im Herbst 1937 nahm sie ihre ersten Volkslieder im Columbia-Studio in Bukarest auf. Am 20. Februar 1938 war ihre Stimme erstmals im Radio zu hören. Kurz darauf gewann sie sowohl in Rumänien als auch international an Bekanntheit. 1939 vertrat sie Rumänien auf der Weltausstellung in New York. In den ersten Monaten des Nationallegionärsstaates wurde Tănase jedoch ein Auftrittsverbot auferlegt, und ihre Aufnahmen wurden zerstört.
Während des Zweiten Weltkriegs trat sie gemeinsam mit George Enescu, George Vraca und Constantin Tănase auf Bühnen auf, um verletzte Soldaten an der Front zu unterhalten. Im Dezember 1943 sang sie bei den Weihnachtsfeierlichkeiten des Königlichen Kavallerieregiments vor König Michael I. von Rumänien, Ion Antonescu, Mihai Antonescu und weiteren Regierungsmitgliedern. 1944 übernahm sie eine Rolle in der Operette Die Maskottchen von Edmond Audran.
Nach dem Krieg trat sie im Revuetheater-Ensemble und im „Constantin Tănase“-Theater für Satire und Musik auf. Sie spielte 1945 in Tolstois Stück Der lebende Leichnam und 1956 in Mihail Davidoglus Horia. 1946 übernahm sie die Hauptrolle in der musikalischen Komödie Die Hollywood-Sphinx von Ralph Benatzky. 1947 sang sie im Film Rumänien und 1958 in Die Disteln der Bărăgan-Ebene sowie im Kurzfilm Erinnerungen aus Bukarest. In dieser Zeit unternahm Maria Tănase zahlreiche Tourneen, darunter über vierzig Reisen nach New York City.
1952 erhielt sie eine Anstellung an der Musikschule Nr. 1 in Bukarest im neu gegründeten Bereich für traditionelle Volkslieder. 1962 leitete sie das „Taraful Gorjului“ (Gorj-Volksmusikensemble) in Târgu Jiu auf eigenen Wunsch.
Am 1. Mai 1963 musste sie nach einem Konzert in Hunedoara ihre Tournee und alle weiteren Auftritte aus gesundheitlichen Gründen absagen. Am 22. Juni 1963 verstarb sie an den Folgen einer Brustkrebserkrankung. Sie wurde auf dem Bellu-Friedhof in Bukarest beigesetzt. 

## Auszeichnungen
- 1955: Staatspreis
- 1957: „Ordinul Muncii“ (Orden für Arbeit),  Titel „Artistă Emerită“ (Verdiente Künstlerin der Republik) als Anerkennung für ihre Verdienste um die Kunst.

## Diskographie
(in Auszügen)
- LPs
  - Maria Tănase. Din cîntecele Mariei Tănase (I) [Aus den Liedern der Maria Tănase]. Electrecord EPE 0135. o.A.d.J.
  - Maria Tănase. Din cîntecele Mariei Tănase (II) [Aus den Liedern der Maria Tănase]. Electrecord EPE 0193. o.A.d.J.
  - Maria Tănase. Din cîntecele Mariei Tănase (III): înregistrări recondiționate [Aus den Liedern der Maria Tănase: bearbeitete Aufnahmen]. Electrecord EPE 0221. o.A.d.J.
  - Maria Tănase. Din cîntecele Mariei Tănase (IV) [Aus den Liedern der Maria Tănase]. Electrecord EPE 0282. o.A.d.J.
  - Maria Tănase. [ohne Titel, fungiert als 5. Teil]. Electrecord EPE 01282. o.A.d.J.

- CDs
  - Maria Tănase. Greatest Hits: historical recordings. IMCD 1106. Intercont Music impreună cu Radio Romania 1994.
  - Maria Tănase. Volum 1. Electrecord EDC ???. ?
  - Maria Tănase. Volum 2. Electrecord EDC 228. o.A.d.J.
  - Maria Tănase. Volum 3. Electrecord EDC 356. o.A.d.J.
  - Maria Tănase. Malediction d'Amour. Oriente Musik, Rien CD 22, LC 03592. 2000.
  - Maria Tănase. Ciulandra. Oriente Musik, Rien CD 35, LC 03592. 2001.
  - Maria Tănase. Magic Bird: The Early Years. Oriente Musik, Rien CD 42, LC 03592. 2002.

N.B.: Der zweite Band von Roșca 2000 (s. u.) enthält eine vollständigere Liste.